# Messier 78
Messier 78 (również M78, NGC 2068) – mgławica refleksyjna w gwiazdozbiorze Oriona znajdująca się w odległości około 1600 lat świetlnych. Należy do Obłoku Molekularnego w Orionie. Została odkryta w 1780 roku przez Pierre’a Méchaina. Jest najjaśniejszą częścią rozległej chmury pyłu, której inne fragmenty skatalogowano jako NGC 2071, NGC 2067 oraz NGC 2064.
Messier 78 jest najjaśniejszą mgławicą refleksyjną na niebie. Jej wielkość obserwowana wynosi 8,3m. Znajduje się w niej ok. 45 gwiazd zmiennych typu T Tauri, młode gwiazdy w procesie formowania, a także ok. 17 obiektów Herbiga-Haro.